# Akira Takasaki
Akira Takasaki (Osaka, Japão, 22 de fevereiro de 1961) é um guitarrista e compositor japonês conhecido como fundador da banda de heavy metal Loudness.
Nasceu em 22 de fevereiro de 1961 em Osaka. Começou a tocar guitarra cedo, e aos 16 anos já participava de pequenas bandas. Seu primeiro trabalho levado a sério foi na banda Lazy em 1976, na qual tocou junto com seu colega de faculdade Munetaka Higuchi. Nos primeiros trabalhos da carreira, o Lazy fazia pop-rock, e com o tempo, passaram a inserir elementos de hard rock, tendo assim uma sonoridade semelhante ao do Earthshaker e Mari Hamada.
Takasaki e Higuchi permaneceram no Lazy até 1981 e nessa mesmo época, procurando focar-se no hard rock/metal, decidiram começar uma nova banda. Foi assim que o Loudness surgiu, e já iniciaram suas atividades no começo de 1981 . De todos os membros da banda, Akira é o que possui uma carreira-solo mais extensa e maiores participações em outros projetos.
Em 1983, lançou o primeiro álbum de sua carreira-solo, sendo considerado pelos fãs como uma continuação do Loudness, pois todos os membros da banda participaram do disco, porém ainda soa diferente dos trabalhos do grupo; e no mesmo ano, ajudou o baterista Munetaka Higuchi em seu disco de estréia Destruction. Para a gravação do álbum “Wa”, em 1996, convidou o guitarrista americano Paul Gilbert (famoso por ser guitarrista do Mr. Big, Racer X e ter trabalhado ao lado do ex-vocalista do Anthrax, Neil Turbin).
Entre 2002 a 2006, Takasaki lançou cinco discos, tendo gravado todo o vocal e o restante dos instrumentos sozinho (além de guitarra, o músico também toca bateria e contrabaixo). Dentre esses discos lançados nesse período, há a trilha-sonora do anime “GeneShaft” desenvolvida por ele; além de estar envolvido no projeto Jasmine Sky junto com o cantor Hisae.
Pelo seu amor ao instrumento, Takasaki fundou uma empresa chamada “Killer Guitars”, que produz guitarras e contrabaixos.
Muitos outros excelentes guitarristas orientais como Hideto Matsumoto, Yoshikazu Yahiro, Hideaki Nakama ou Fumihiko Kitsutaka, apesar de terem grande habilidade com o instrumento, não possuem a fama e reconhecimento mundial que Akira detém, por isso, Akira Takasaki é o principal representante das 6 cordas no Japão e sua influência já conquistou e ainda conquista diversos fãs ao redor do mundo inteiro.

## Álbuns solo
- Tusk of Jaguar (1982)
- Ki (1994)
- Wa (1996)
- Gene Shaft (2001)
- Made in Hawaii (2002)
- Splash Mountain (2004)
- Maca (2005)
- Osaka Works #128 (2006)
- Nenriki (2006)
- Black Brown (2007)